# Thysanocarpus laciniatus
Thysanocarpus laciniatus är en korsblommig växtart som beskrevs av Thomas Nuttall. Thysanocarpus laciniatus ingår i släktet Thysanocarpus och familjen korsblommiga växter.

## Underarter
Arten delas in i följande underarter:
- T. l. hitchcockii
- T. l. laciniatus
- T. l. rigidus

## Bildgalleri

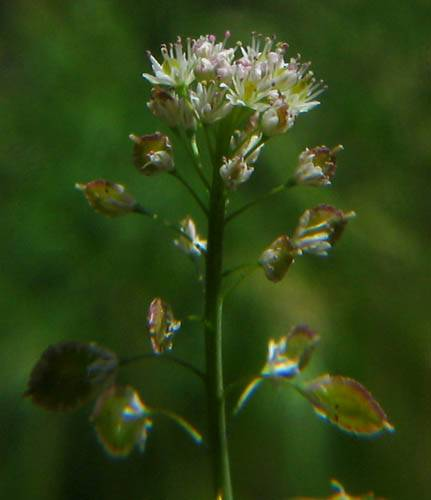